# Осідання ґрунту
Осідання ґрунту (рос. оседание (проседание) почвы, англ. ground subsidence, collapse; нім. Grundsenkung f, Bodensenkung f, Grundsetzung f, Grundsackung f) — опускання масиву ґрунту (основи споруди) під впливом зовнішніх навантажень, яке не супроводжується докорінними змінами його структури. Опускання ґрунту, яке супроводжується такими явищами (наприклад, мерзлого — при відтаванні), називають просіданням. Швидкість осідання ґрунту визначається як відношення різниці абсолютних відміток точки між двома спостереженнями до інтервалу спостережень.